# Cúmulo abierto M18
El Cúmulo abierto M18 (también conocido como Objeto Messier 18 o NGC 6613) es un cúmulo abierto de la constelación de Sagitario. Fue descubierto por Charles Messier en 1764, que lo incluyó en su catálogo. M18 está situado entre la Nebulosa Omega (M17) y la Pequeña Nube Estelar de Sagitario (M24). Se calcula su edad en unos 32 millones de años, por lo que es un cúmulo joven.
Miembros más brillantes:
TYC 6269-2171-1 de magnitud aparente +9,8
TYC 6269-3589-1 de magnitud aparente +9,9
TYC 6269-2296-1 de magnitud aparente +10,1
TYC 6269-1983-1 de magnitud aparente +11,9
TYC 6269-171-2 de magnitud aparente +12,0
2MASS J18194628-1706463 de magnitud aparente +12,5